# Лайские заводы
Нижнела́йский (Ла́йский Ни́жний, Ла́йский) и Верхнела́йский (Ла́йский Ве́рхний) железоде́лательные заво́ды — металлургические заводы на Среднем Урале, основанные в середине XVIII века на реке Лая и существовавшие до 1909 года. Входили в Нижнетагильский горнозаводский округ. Верхний завод был основан позднее, но фактически оба завода составляли единое предприятие, их продукция учитывалась совместно. После 1862 года Верхний завод перестал упоминаться в качестве самостоятельного предприятия.

## История
Нижнелайский завод был основан Н. Д. Демидовым в устье Лаи при впадении её в Тагил для переработки чугуна Нижнетагильского завода. Завод строился без отдельного разрешения Берг-коллегии, на основании указа Петра I от 8 марта 1702 года, дававшего право Никите Демидову строить заводы на отведённых ему землях. Запуск завода состоялся 23 ноября 1723 года в составе молотовой фабрики с 3 кричными молотами, колотушечной фабрики и кузницы. По другим данным, завод был запущен в 1726 году. Чугун для переработки доставлялся гужевым транспортом с Нижнетагильского завода, выкованные кричные куски для дальнейшей переработки возвращались в Нижний Тагил. В 1738 году А. Н. Демидов построил на заводе первую в России фабрику по производству кос.
Первыми жителями посёлка завода были старообрядцы из Нижегородской губернии, с реки Керженец, скрывавшиеся на Урале от церковных преследований. В дальнейшем рабочие кадры завода пополнялись переселёнными из центральных губерний крепостными Демидовых. В 1747 году на Нижнелайском заводе числилось 153 мужчины, в том числе 96 крепостных.
В 1742 году в полутора верстах выше по течению Лаи был построен Верхнелайский железоделательный завод с отдельной плотиной и молотовой фабрикой с тремя кричными молотами. Новый завод фактически стал цехом Нижнелайского завода. Вскоре оба завода стали единым предприятием, а их продукция учитывалась совместно. Заводские посёлки также со временем слились в один. После 1862 года Верхнелайский завод перестал упоминаться в качестве самостоятельного предприятия.
В 1757 году после раздела имущества между наследниками Н. Д. Демидова Лайские заводы перешли в собственность А. Н. Демидова.
В 1797 году на обоих Лайских заводах работали 2 молотовые фабрики с 4 кричными горнами и 2 кричными молотами. Штат заводов состоял из 258 крепостных и 5 казённых мастеровых. В начале XIX века на Лайских заводах действовали 4 молота, объёмы производства кричного железа составляли 30—44 тыс. пудов в год. Заводская дача имела площадь 27,1 тыс. десятин, в том числе 23,5 тыс. лесных угодий. Значительная часть заготавливаемого древесного угля поставлялась на Выйский завод. В 1830—40-х годах на завод были переселены крепостные крестьяне из Черниговской губернии, которые жили в общих избах отдельно от старообрядцев. Для новых переселенцев была построена православная часовня, преобразованная в 1842 году в православную церковь.
В 1840-х годах на заводах были установлены контуазские горны, в 1849 году было освоено пудлингование. В 1850-х годах были установлены паровые машины. В 1859 году оборудование заводов состояло из 6 кричных горнов, 6 пудлинговых и 4 сварочных печей, 3 водяных колёс общей мощностью в 70 л. с., 2 паровых машины общей мощностью в 49 л. с. В 1860 году было произведено 23,6 тыс. пудов железа, в том числе 23,4 тыс. пудов полосового и 0,2 тыс. пудов сортового. Штат заводов состоял из 539 человек.
После отмены крепостного права количество рабочих резко сократилось: с 512 человек в 1861 году до 406 человек в 1863 году. С 1863 года в отчётах стал фигурировать единый Лайский завод. Производство железа в 1863 году составило 1,3 тыс. пудов, в 1865 году — 1,25 тыс. пудов. Завод перешёл на производство пудлинговой болванки, которая перерабатывалась на Нижнетагильском заводе в листовое железо. Были установлены прокатный стан и водяная турбина, увеличена мощность паровых машин. В 1880-х годах пудлинговые и сварочные печи были реконструированы в газогенераторные с использованием в качестве топлива каменного угля. Объёмы производства пудлинговой болванки составляли 450—490 тыс. пудов в год.
В 1882 году на заводе работали 10 пудлинговых и 2 сварочные печи, 2 вододействующих и 1 паровой молот, 1 прокатный стан, 2 водяных колеса общей мощностью 70 л. с., 1 водяная турбина мощностью 50 л. с., 2 паровые машины общей мощностью 100 л. с. Штат завода состоял из 618 рабочих, из которых 198 было занято на основных работах. В 1890-х годах число прокатных станов было увеличено до трёх, в 1903 году был установлен новый паровой молот, в 1904 году был смонтирован второй, перевезённый из Висимо-Шайтанского завода, паровой молот усилием в 2,5 т. В 1900 году на заводе работало 970 человек, было изготовлено 452,3 тыс. пудов пудлинговой болванки.
Во время экономического кризиса 1900—1903 годов и в последующие годы завод производил листовое железо, спрос на которое сохранился. В августе 1909 года завод прекратил работу, оборудование было демонтировано.